# Distrito de Pachacútec
El distrito de Pachacútec es uno de los catorce distritos peruanos que forman la provincia de Ica en el departamento de Ica, bajo la administración del Gobierno regional de Ica.

## Historia
El distrito de Pachacútec fue creado mediante Ley 15114 del 24 de julio de 1964, en el primer gobierno del Presidente Fernando Belaúnde. 

## Geografía y Localización
- Ríos: Ica.

| Noroeste: Pueblo Nuevo | Norte: Pueblo Nuevo | Noreste: Yauca del Rosario            |
| Oeste: Tate            |                     | Este: Yauca del Rosario               |
| Suroeste: Santiago     | Sur: Santiago       | Sureste: Santiago y Yauca del Rosario |

## Autoridades

### Municipales
- 2019 - 2022[1]
  - Alcalde: Walter Donayre Cahua, de Vamos Perú.

### Religiosas
- 2007-  : Héctor Vera Colona, Obispo católico.

## Festividades
- Santa Rosa de Lima
- Santísimo Madero.
- Virgen del Rosario.
- Señor de Luren.